# Морево (Тюменская область)
Морево — село в Упоровском районе Тюменской области, расположено в устье речки Скакунка при впадении её в реку Емуртла. Входит в состав Буньковского сельского поселения. Расстояние до областного центра города Тюмени 173 км, районного центра села Упорово 33 км, села Буньково 10 км.

## Административное деление
- 1710 год Сибирская губерния, Тобольский уезд, Суерский острог, деревня Морево. Первое упоминание о деревне в «Переписной книге переписи Тобольского „по выбору“ дворянина Василия Савича Турского».[2].
- 1720 Сибирская губерния, Тобольский уезд, Ялуторовский дистрикт, Емуртлинский острог, деревня Морево.
- 1782 Тобольское наместничество, Ялуторовский уезд, Емуртлинская слобода, деревня Морево.[3]
- 1796 Тобольская губерния, Ялуторовский округ, Емуртлинская волость, деревня Морево.[3]
- 1898Тобольская губерния, Ялуторовский округ, Емуртлинская волость, деревня Морево.[3]
- 1909 Тобольская губерния, Ялуторовский уезд, Голопуповская волость, деревня Морево.[3]
- 1912 Тюменская губерния, Ялуторовский уезд, Петропавловская волость, деревня Морево.[3]
- 1919 Тюменская губерния, Ялуторовский уезд, Петропавловская волость, Моревский сельский совет, деревня Морево.[3]
- 03.11.1923 Уральская область (РСФСР), Тюменский округ, Суерский район, Моревский сельсовет, село Морево.[3]
- 06.1925 Уральская область (РСФСР), Тюменский округ, Суерский район, Петропавловский сельсовет, село Морево.[3]
- 13.08.1926 Уральская область (РСФСР), Тюменский округ, Суерский район, Моревский сельсовет, село Морево.[3]
- 08.08.1930 Уральская область (РСФСР), Тюменский округ, Емуртлинский район, Моревский сельский совет, село Морево.[3]
- 01.01.1932 Уральская область (РСФСР), Упоровский район Моревский сельский совет, село Морево.[3]
- 17.01.1934 Челябинская область, Упоровский район, Моревский сельский совет, село Морево.[3]
- 07.12 1934 Омская область, Упоровский район, Моревский сельский совет, село Морево.[3]
- 14.08.1944 Тюменская область, Упоровский район, Моревский сельский совет, село Морево.[3]
- 22.05.1961 Тюменская область, Упоровский район, Буньковский сельский совет, село Морево.[3]
- 01.02.1963 Тюменская область, Ялуторовский район, Буньковский сельский совет, село Морево.[3]
- 12.01.1965 Тюменская область, Заводоуковский район, Буньковский сельский совет, село Морево.[3]
- 30.12.1966 Тюменская область, Упоровский район, Буньковский сельский совет, село Морево.[3]
- 05.11.2004 Тюменская область, Упоровский район, Буньковское сельское поселение, село Морево.[3]

## История
Морево впервые упоминается в переписи Тобольского уезда 1710 г. 
Во дворе Андрей Морев 47 жена Вера 30 сын микита 19 жена Василиса 20 лет. Братья Петр 10, Иван 6, брат Михайло 39 жена Авдотья 40 сын Дмитрий 2, брат Федор 38 жена Катерина 35 сын Василий 15. брат Аника 32 жена Василиса 30 сын Иван 4 лет. Сноха солдацкая жена Пелагея Козмина 30 сын Алексей 5 лет.

Во дворе Стефан Морев 50 жена Соломия 50 дети Иван 34. Матфей 15 лет».
 Моревы: Стефан и братья Андрей, Михаил, Федор, Аника и Козьма пришли в деревню Морево в 1700-е годы и основали её.
Андреевы переехали в Морево из Калужской губернии в 1880-е гг, Бабушкины из Емуртлинской слободы в 1880-е гг, Борковские в 1730-50-е гг., Бурдаковы из Калужской губернии в 1860-е гг, Дударевы из Вятской губ. в 1880-е гг, Завьяловы из Буткинской слободы в 1700-е гг., Клевакины из деревни Клевакино Арамашевской слободы Верхотурского уезда в 1720-е гг, Кокшаровы из Верхотурья в 1700-е гг, Крашанинины в 1700-е гг, Липихины в 1820-е гг, Мальцевы из вотчины Строгановых Соликамского уезда в 1700-е гг, Медведевы из Упорово в 1824 г, Мингалевы из Ингалинской волости в 1828 г, Моревы в 1700-е гг, Незамаевы в 1870-е гг, Новоселовы в 1760-е гг, Овчинниковы в 1760-е гг, Пустозеровы из Суерского острога в 1770-е гг, Фоминцевы из деревни Фоминой Ирбитской слободы Верхотурского уезда в 1730-40-е гг, Ямовы из Невьянской слободы Верхотурского уезда в 1740-50-е гг.
- В 1911 году в Морево была часовня, школа грамоты, 4 торговых лавки, одна винная лавка, один хлебозапасной магазин, пять ветряных мельниц, две водяных мельниц, две маслобойни, семь кузниц, два кожевенных заведений, пожарная охрана.[4]
- В 1957 году появилось электричество.[4]
- В Советское время была начальная школа, Дом культуры, отделение связи, сберкасса, библиотека, стационарная киноустановка, детский сад, молочно-товарная ферма. В результате реформирования 1990-е годы всё было ликвидировано, а земли, принадлежащие колхозу «Колос», розданы на паи агрофирме «КРиММ».[4]
- Моревский сельский совет образован в 1919 году в Петропавловской волости Ялуторовского уезда. В начале 1924 года вошел в Суерский район, в июне 1925 года упразднен, вошел в Петропавловский сельсовет. 13 августа 1926 года образован вновь, 15 сентября 1926 года передан в Емуртлинский район, с 1 января 1932 года в Упоровский район, 22 мая 1961 года упразднен и вошел в Буньковский сельсовет.[4]
- В годы Великой Отечественной войны ушли на фронт 124 человек из них 65 человек не вернулись домой.[4]

## Население
| 1710 | 1782 | 1834 | 1858 | 1897 | 1989 | 2002 | 2010 |
| 98   | 441  | 720  | 777  | 1123 | 234  | 142  | 106  |

## Церковь
Деревня Морево относилась к приходу Христорождественской церкви Емуртлинской слободы, с 1908 года к приходу Петропавловской церкви деревни Петропавловки, расстояние до Емуртлинской церкви 12 верст, до Петропавловской церкви 4 версты. По указу Тобольской Духовной Консистории от 30 апреля 1883 года за № 2738, построена новая часовня во имя Рождества Крестителя Господня Иоанна вместо ветхой часовни, располагалась на месте, где сейчас находится клуб. В 1930 году часовню закрыли, здание передано под клуб.

## Экономика
В 1927 году в Морево образован колхоз «Вперед», в 1936 году в колхозе числилось 300 чел. В 1928 году создана сельхозартель «Труженик», в 1936 году в ней числилось 269 чел. В 1939 году «Вперед» и «Труженик» слились в один колхоз «Вперед».
В 1950 году колхозы «Вперед» и «Большевик» (Петропавловка) объединились в один колхоз «Вперед». В 1958 году колхоз «Прогресс» Буньковского сельского совета объединился с колхозом «Вперед» Моревского сельсовета в колхоз «Сибирь», в конце 1960-х годов переименован в колхоз «Колос». Он объединил деревни: Бугорки, Буньково, Короткова, Морево, Осеева и Петропавловка.

## Образование
Школа грамоты открылась в 1900 году, в ней обучалось 23 мальчиков и 5 девочек, в 1915-28 мальчиков, 17 девочек. В советское время начальную школу открыли в 1920-е годы, с 2008 года дети обучаются в Буньковской школе.

## Транспортная инфраструктура
- В селе пять улиц: Заводская, Заречная, Колхозная, Кооперативная и Советская.[4]
- Расположено на автомобильной дороге «Буньково — Емуртла».[4]

## Галерея

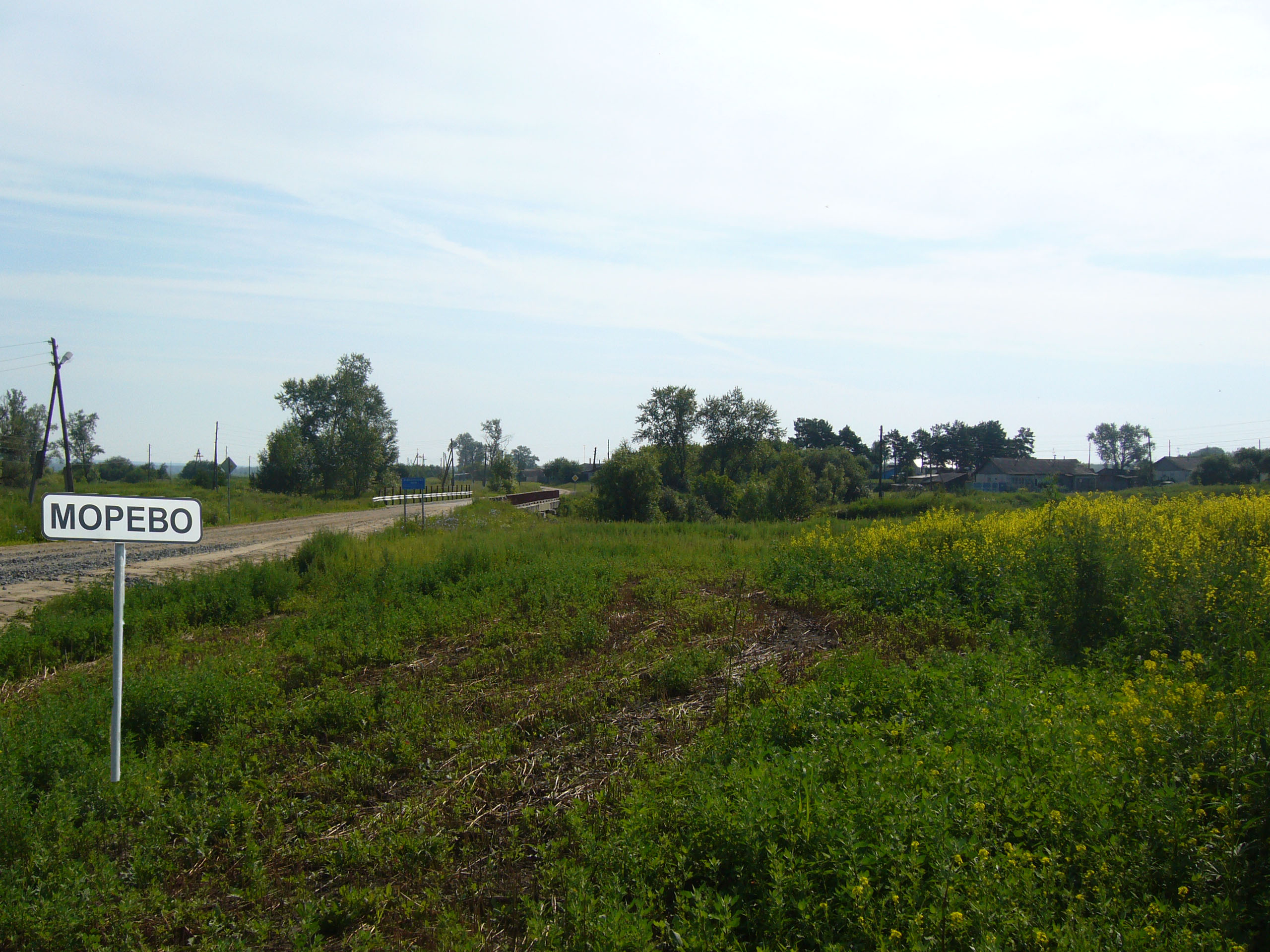
Въезд в село Морево со стороны д.Петропавловки.
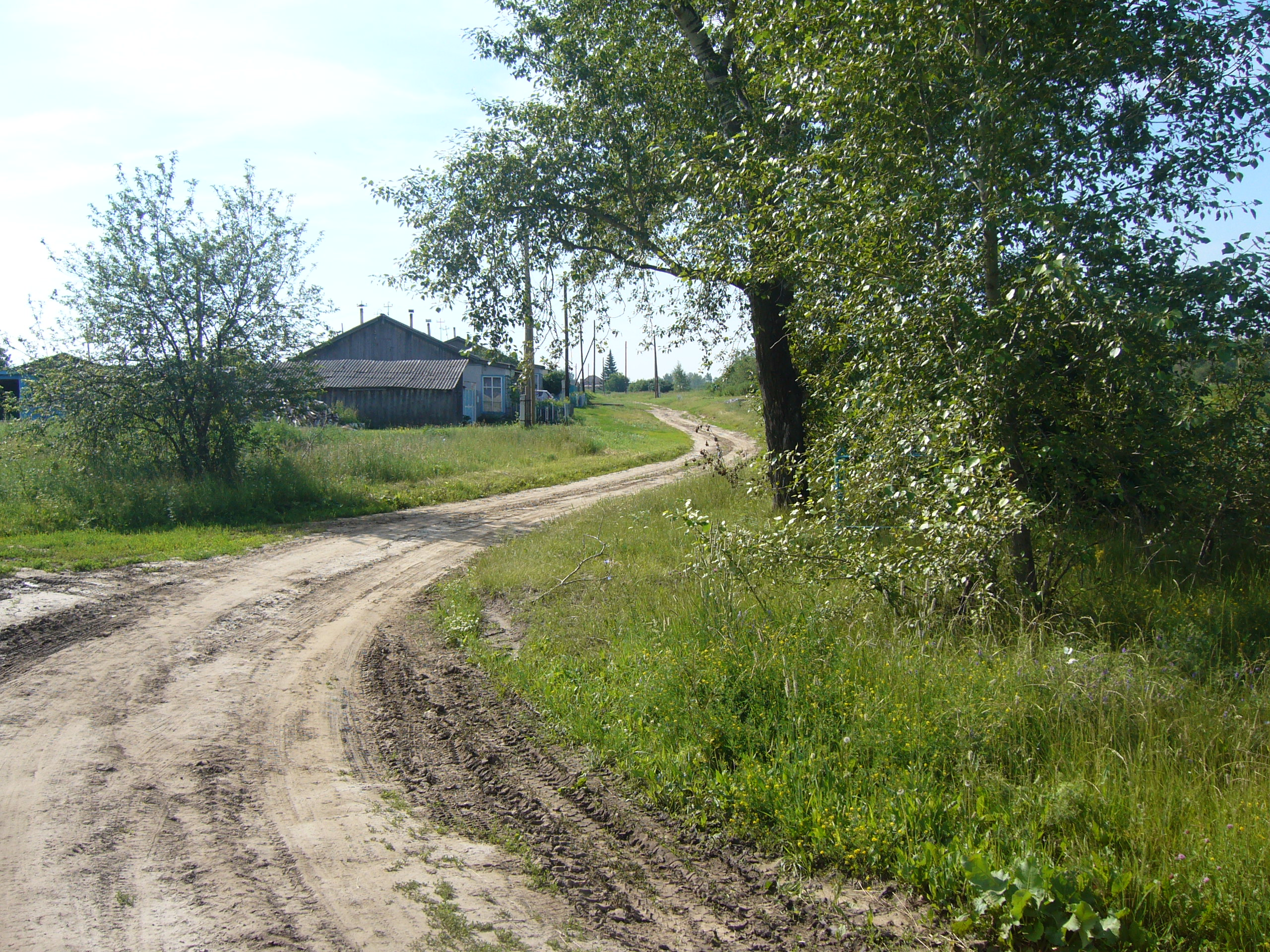
Морево, ул.Советская.
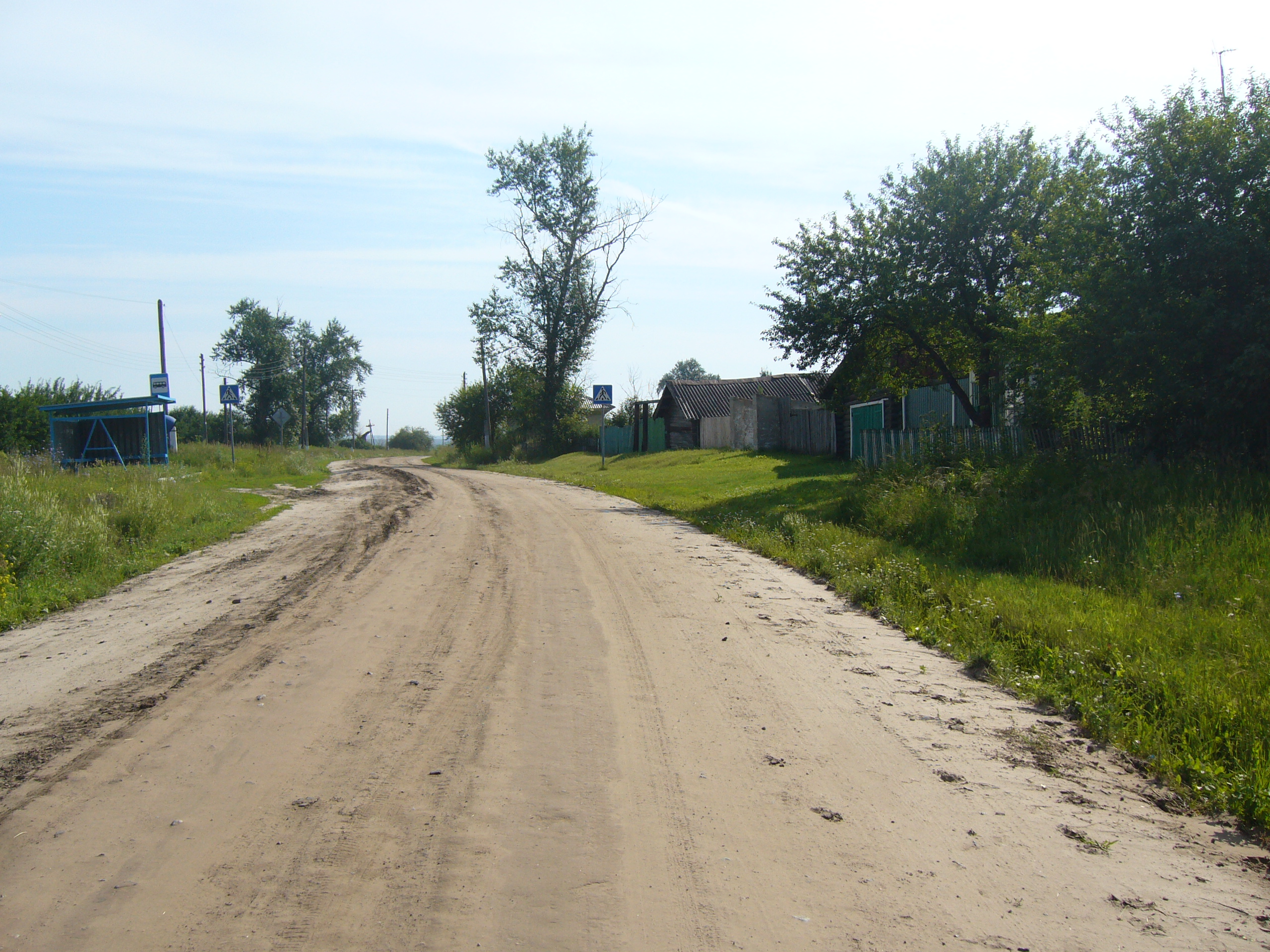
Морево, ул.Советская.
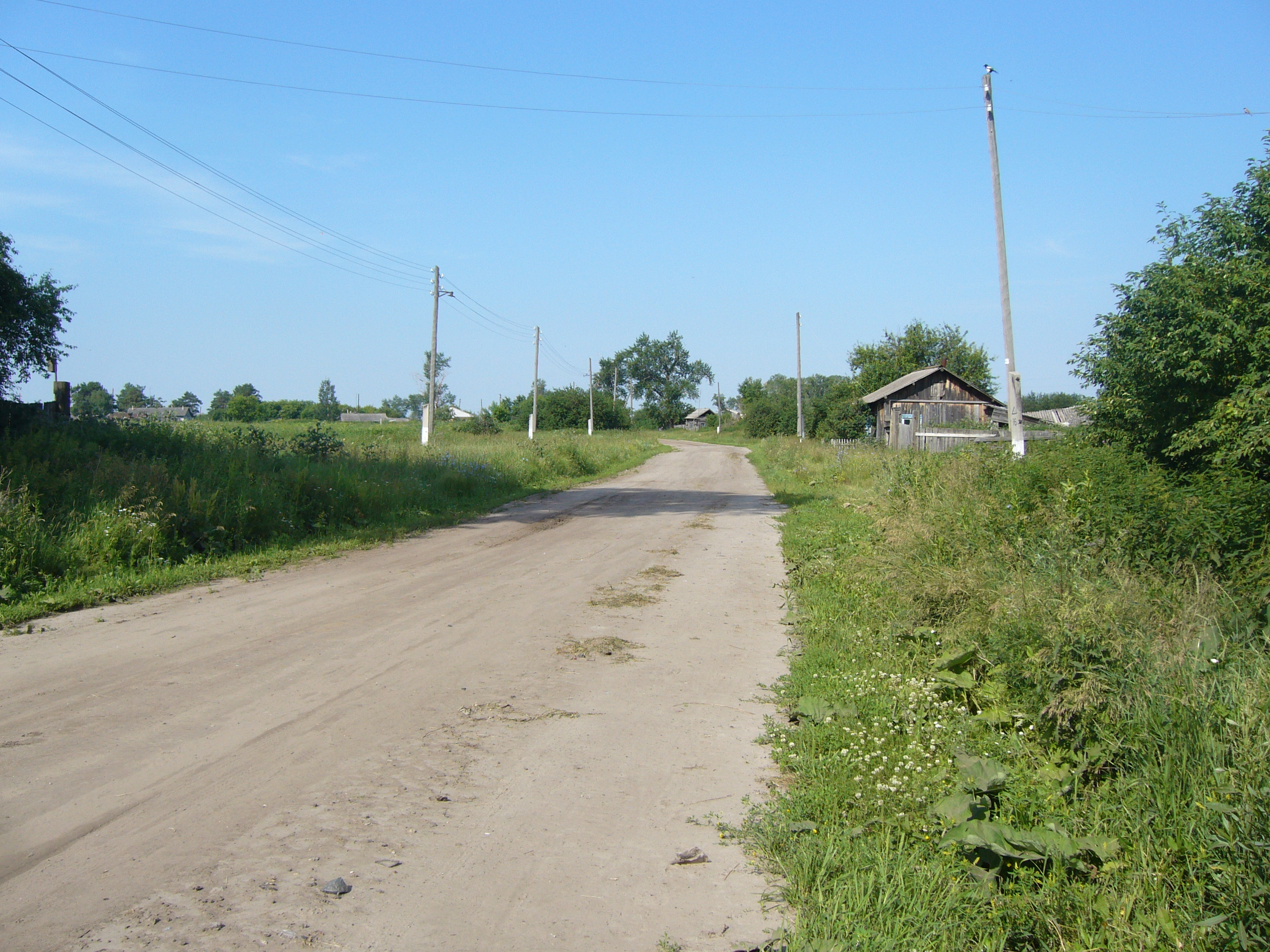
Морево, ул.Советская.
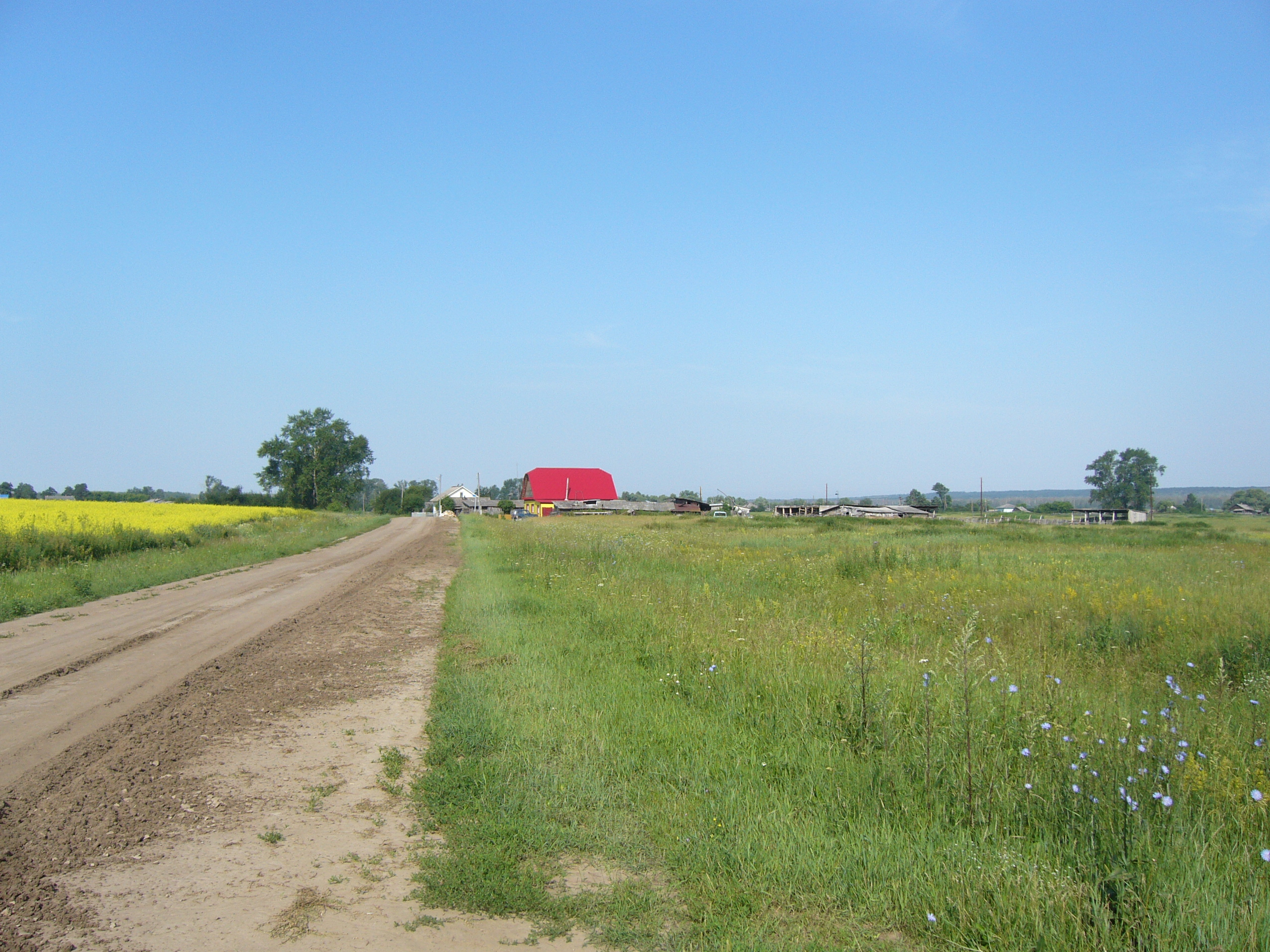
Въезд в село Морево со стороны села Емуртлы
- Короткова, Морево, Петропавловка